# Горге (Тренто)
Горге је насеље у Италији у округу Тренто, региону Трентино-Јужни Тирол.
Према процени из 2011. у насељу је живело 18 становника. Насеље се налази на надморској висини од 647 м.